# Archaik
Der Begriff der Archaik bezeichnet eine Epoche in der politischen und kulturellen Entwicklung im antiken Griechenland. Die Archaik beginnt etwa 800 v. Chr. (in der Kunstgeschichte um 700 v. Chr.) und endet etwa 500 v. Chr. Sie folgte in der allgemeinen griechischen Geschichte somit auf die sogenannten Dunklen Jahrhunderte (um 1200–800 v. Chr.) bzw. in der Kunstgeschichte auf die Geometrische Zeit (ca. 900–700 v. Chr.) und ging der Klassik (um 500/480–336 v. Chr.) voraus.

## Wortherkunft (Etymologie)
Das Adjektiv „archaisch“ (von altgriechisch ἀρχαῖος archaíos) bedeutet „altertümlich“ oder „aus der Urgeschichte der Menschheit stammend“. Der Periodisierungsterminus „Archaik“ (als Kunstepoche) stammt ursprünglich aus der Archäologie bzw. der Kunstgeschichte, wurde allerdings bereits früh auch als historische Epochenbezeichnung (vgl. Zeitalter) übernommen.
Im allgemeinen Sprachgebrauch wird der Ausdruck „archaisch“ ebenfalls im Sinne von „altertümlich“ verwendet – heutzutage allerdings üblicherweise nicht (mehr) neutral-beschreibend, sondern in negativer Weise vor allem als Sinnbild inhumaner Brutalität. Als Beispiel kann der Ausdruck „archaische Strafe“ genannt werden. Er dient als Negativbewertung einer als anachronistisch empfundenen Bestrafung, zum Beispiel Auspeitschung oder Kreuzigung.

## Historische Entwicklungen
Die Rekonstruktion der historischen Entwicklung während der Archaik wird durch Überlieferungsprobleme erschwert, da die antike Geschichtsschreibung erst in der Klassik entstand und es daher an erzählenden zeitgenössischen Quellen fehlt. Wahrscheinlich aber war die archaische Gesellschaft von zwei grundsätzlichen Problemen gezeichnet. Diese traten – wenn auch in unterschiedlich starker Ausprägung – in allen griechischen Gemeinwesen auf: die ökonomische Not der Kleinbauern und die konkurrenzbestimmte Mentalität der Eliten, die zu teils gewaltsamen Konflikten führte. Die Lösung dieser Probleme wurde forciert durch das allmähliche Entstehen des Gemeinschaftsgefühls als Griechen. Dieses Phänomen wird als Panhellenismus bezeichnet.
Zwei Lösungsansätze wurden entwickelt: Entweder konnte sich im Wettstreit der Aristokraten ein Anführer, teils mit Hilfe des Volkes, dauerhaft durchsetzen und eine Tyrannis errichten. Der Tyrann musste wohl darauf bedacht sein, die Not der Bauern zu lindern, um seine Popularität zu erhalten und seine adeligen Konkurrenten an sich zu binden oder zu eliminieren. Oder es entwickelte sich ein Gemeinwesen mit verschriftlichtem Recht und institutionalisierter Herrschaft, das die inneren Konflikte unter Kontrolle hielt und bereits rudimentär demokratische Züge trug. Insgesamt bildete sich während der Archaik die Polis heraus; dabei spielten auch die zahlreichen Apoikien eine Rolle, die während dieser Zeit gegründet wurden.
Die Entwicklungsprozesse lassen sich am Beispiel Spartas und Athens am besten verdeutlichen. In Sparta entwickelte sich ein militarisiertes Gemeinwesen, an dessen Spitze zwei basileis standen, die von Ephoren und einer Volksversammlung kontrolliert wurden. In Athen hingegen wurde der Ausgleichsprozess, den die Reformen und Gesetze Solons anstoßen sollten, zunächst durch die Tyrannis des Peisistratos unterbrochen. Nach dem Ende seiner Nachfolger traten die Konflikte wieder zu Tage; die Reformen des Kleisthenes leiteten schließlich die Entstehung der attischen Demokratie ein. Wenig später gelang es einer Koalition von mehreren Poleis, sich in den Perserkriegen gegen die Achämeniden zu behaupten. Mit diesen Ereignissen wird aus historischer Perspektive das Ende der archaischen und der Beginn der klassischen Epoche angesetzt.

## Kulturelle Aspekte
Der Begriff des „Archaischen“ trägt allerdings den Makel des „Primitiven“ an sich. Dieses Urteil ist undifferenziert und sachlich nicht immer gerechtfertigt. Das betrifft die bildende Kunst in ganz besonderem Maße. Die archaische Kore und der Kouros der frühen und mittleren Archaik mit der charakteristischen aufrechten Haltung und der Symmetrie sowohl im Gesicht mit dem sogenannten archaischen Lächeln unterscheiden sich deutlich von den spätarchaischen bzw. frühklassischen, die man gewöhnlich dem sogenannten strengen Stil zuordnet. Archaische Zeichen und Darstellungen sind in der Regel allgemeinverständlich und kulturübergreifend.
Die erste Hälfte der archaischen Zeit wird auch als orientalisierende Phase bezeichnet, denn im 7. Jahrhundert – teilweise auch schon vorher – werden in zunehmendem Maße Elemente aus dem Nahen Osten übernommen. Dies betrifft sowohl die Kunst als auch Bräuche und vermutlich sogar gesellschaftliche Aspekte.